# 297 Caecilia
297 Caecilia eller A924 RA är en asteroid i huvudbältet, som upptäcktes den 9 september 1890 av den franske astronomen Auguste Charlois. Det är okänt vem eller vad asteroiden  har fått sitt namn efter.
Caecilias senaste periheliepassage skedde den 15 maj 2020. Dess rotationstid har beräknats till 4,16 timmar.